# 75-ös busz (Szeged)
A szegedi 75-ös jelzésű autóbusz a Mars tér (üzletsor) és Kiskundorozsma, Czékus utca között közlekedik. Összehangolt menetrend szerint jár a 36-os busszal. A vonalakat a Volánbusz Zrt. üzemelteti.

## Története
Korábbi járatok:
- 75: Mars tér (üzletsor) – Kossuth Lajos sugárút – Dorozsmai út – Széchenyi István utca
- 75Y: Mars tér (üzletsor) – Kossuth Lajos sugárút – Dorozsmai út – Negyvennyolcas utca – Kiskundorozsma, Czékus utca
- 75H: Mars tér (üzletsor) – Kossuth Lajos sugárút – Dorozsmai út – Jerney utca – Dobos utca – Széchenyi István utca – Negyvennyolcas utca – Kiskundorozsma, Czékus utca

2012. november 1-jétől a korábbi 75-ös és a 75Y járat megszűnt, helyettük a 75H járat 75-ös jelzéssel közlekedik.

## Útvonala
| Kiskundorozsma, Czékus utca felé | Mars tér (üzletsor) felé |
| --- | --- |
| Mars tér (üzletsor) vá. – Kossuth Lajos sugárút – Izabella híd – Dorozsmai út – Jerney utca – Dobos utca – Széchenyi István utca – Szent János tér – Negyvennyolvas utca – Vásártér – Kiskundorozsma, Czékus utca vá. | Kiskundorozsma, Czékus utca vá. – Vásártér – Negyvennyolcas utca – Szent János tér – Széchenyi István utca – Dobos utca – Jerney utca – Dorozsmai út – Izabella híd – Kossuth Lajos sugárút – Mars tér (üzletsor) vá. |

## Megállóhelyei
| 0  | Mars tér (üzletsor) végállomás                   | 28 | 5, 7, 7A, 9, 19 7F, 21, 60, 60Y, 64, 67, 67Y, 70, 71, 71A, 72, 72A, 73, 73Y, 74, 76, 76Y, 77, 77A, 77Y, 78, 78A, 79H Helyközi buszok 1374, 1375, 1441, 1503, 1504, 1506, 1507, 1510, 1513, 1515, 1516, 1517, 1518, 1841 |
| 1  | Tavasz utca                                      | 26 | 1, 2 7F, 64, 67, 67Y, 71, 72, 72A, 78, 78A, 79H Helyközi buszok |
| 2  | Damjanich utca                                   | 25 | 1, 2 7F, 64, 67, 67Y, 71, 72, 72A, 78, 78A, 79H |
| ∫  | Vásárhelyi Pál utca (Kossuth Lajos sugárút)      | 24 | 1, 2 7F, 64, 67, 67Y, 71, 72, 72A, 78, 78A, 79H, 90, 90F |
| 5  | Szeged, Rókus vasútállomás bejárati út           | 22 | 1 7F, 64, 67, 67Y, 71, 72, 72A, 78, 78A, 79H, 90H Helyközi buszok 1486, 1503, 1504 Szeged–Békéscsaba |
| 7  | Fonógyári út                                     | 20 | 3F 7F, 64, 67, 67Y, 71, 72, 72A, 79H, 90H Helyközi buszok |
| 9  | Budapesti út                                     | 18 | 7F, 36, 64, 67, 67Y, 71, 72, 72A, 79H, 90H Helyközi buszok |
| 10 | Kollégiumi út                                    | 17 | 7F, 36, 67, 67Y Helyközi buszok |
| 12 | Kiskundorozsma, vasútállomás bejárati út         | 15 | 7F, 36, 67, 67Y Helyközi buszok Cegléd–Szeged |
| 13 | Tassi ház                                        | 14 | 7F, 36, 67, 67Y |
| 14 | Csatorna                                         | 13 | 7F, 36, 67, 67Y Helyközi buszok |
| 16 | Malom (Jerney utca) (↓) Malom (Dorozsmai út) (↑) | 12 | 7F, 36, 67, 67Y |
| 17 | Jerney János Általános Iskola                    | 10 | 36 |
| 19 | Huszka Jenő utca                                 | 9  | 36 |
| 20 | Széchenyi István utca                            | 8  | 36 |
| 21 | Basahíd utca                                     | 7  | 36 |
| 22 | Szent János tér                                  | 5  | 36 |
| 23 | Balajthy utca                                    | 4  | 36 |
| 24 | Negyvennyolcas utca                              | 3  | 36 |
| 25 | Kiskundorozsma, Vásártér                         | 2  | 36 Helyközi buszok |
| 26 | Erdőtarcsa utca                                  | 1  | 36 |
| 27 | Kiskundorozsma, Czékus utca végállomás           | 0  | 36 |